# Liste de peintures de Félix Ziem
Cette page fournit une liste de peintures de Félix Ziem (1821-1911).

## Les Voyages
| Image | Thème          | Titre                                                           | Date                | Technique                           | Dimensions     | Lieu de Conservation              | Référence          |
| ----- | -------------- | --------------------------------------------------------------- | ------------------- | ----------------------------------- | -------------- | --------------------------------- | ------------------ |
|       | Paysage        | La Chaumière                                                    | ?                   | Huile sur bois                      | 26.7 x 36.2 cm | Musée des Beaux-Arts de Reims     | musée numérique    |
|       | Paysage        | Barques échouées                                                | 1841                | huile sur carton                    | 31 × 45 cm     | Musée des Beaux-Arts de Reims     | Base Joconde       |
|       | Paysage        | Dijon vu des Perrières                                          | 1843-1844           | huile sur bois                      | 25 × 39 cm     | Musée des Beaux-Arts de Dijon     | Musée              |
|       | Scène de genre | Le Chariot                                                      | 1842 vers           | huile sur toile                     | 44 × 77 cm     | Petit Palais, Paris               | Parismusées        |
|       | Paysage        | Tobolsk, Sibérie                                                | 1844                | huile sur toile                     | 24 × 17 cm     | Petit Palais, Paris               | Parismusées        |
|       | Paysage        | Saint-Pétersbourg, Saint Isaac                                  | 1844                | huile sur papier marouflé sur toile | 18 × 25 cm     | Petit Palais, Paris               | Parismusées        |
|       | Portrait       | La Jupe rouge                                                   | 1845-1848           | huile sur bois                      | 20 × 13 cm     | Petit Palais, Paris               | Parismusées        |
|       | Portrait       | Femme nue assise, vue de dos                                    | 1845-1848           | huile sur bois                      | 22 × 19 cm     | Petit Palais, Paris               | Parismusées        |
|       | Paysage        | Une rue à Florence                                              | 1846-1847           | huile sur papier marouflé sur toile | 33 × 25 cm     | Petit Palais, Paris               | Parismusées        |
|       | Scène de genre | Fête dans un palais à Naples                                    | 1847 vers           | huile sur papier marouflé sur toile | 34 × 27 cm     | Petit Palais, Paris               | Parismusées        |
|       | Paysage        | Pins parasols aux environs de Naples                            | 1847 vers           | huile sur papier marouflé sur toile | 21 × 46 cm     | Petit Palais, Paris               | Parismusées        |
|       | Paysage        | Voiliers à l'entrée du grand canal                              | 1850                | huile sur carton                    | 42 × 52 cm     | Musée Ziem , Martigues            |                    |
|       | Paysage        | Anvers, marine                                                  | 1850 vers           | huile sur bois                      | 11 × 19 cm     | Petit Palais, Paris               | Parismusées        |
|       | Paysage        | La mare                                                         | 1850 vers           | huile sur papier                    | 18 × 25 cm     | Petit Palais, Paris               | Parismusées        |
|       | Animalier      | Les Dindons                                                     | 1850-1855           | huile sur bois                      | 18 × 33 cm     | Petit Palais, Paris               | Parismusées        |
|       | Paysage        | Barque et voiliers, coucher de soleil                           | 1850-1860           | huile sur bois                      | 11 × 17 cm     | Petit Palais, Paris               | Parismusées        |
|       | Paysage        | Lisière de forêt Paysage animé (au revers)                      | 1850-1860           | huile sur bois                      | 24 × 38 cm     | Petit Palais, Paris               | Parismusées        |
|       | Paysage        | Environs de Barbizon                                            | 1850-1860           | huile sur bois                      | 19 × 24 cm     | Petit Palais, Paris               | Parismusées        |
|       | Paysage        | La Vague                                                        | 1850-1860           | huile sur papier marouflé sur toile | 17 × 27 cm     | Petit Palais, Paris               | Parismusées        |
|       | Paysage        | Tournant de rivière trois études (au verso)                     | 1850-1860           | huile sur bois                      | 18 × 33 cm     | Petit Palais, Paris               | Parismusées        |
|       | Paysage        | La Route                                                        | 1850-1860           | huile sur bois                      | 20 × 16 cm     | Petit Palais, Paris               | Parismusées        |
|       | Paysage        | Coin de forêt                                                   | 1850-1860           | huile sur bois                      | 11 × 19 cm     | Petit Palais, Paris               | Parismusées        |
|       | Paysage        | Le Coup de vent                                                 | 1850-1860           | huile sur papier marouflé sur toile | 14 × 24 cm     | Petit Palais, Paris               | Parismusées        |
|       | Paysage        | Les Frégates                                                    | 1850-1860           | huile sur bois                      | 12 × 15 cm     | Petit Palais, Paris               | Parismusées        |
|       | Paysage        | Crépuscule                                                      | 1850-1860           | huile sur papier marouflé sur toile | 18 × 24 cm     | Petit Palais, Paris               | Parismusées        |
|       | Paysage        | La forêt                                                        | 1850-1860           | huile sur papier marouflé sur toile | 22 × 27 cm     | Petit Palais, Paris               | Parismusées        |
|       | Paysage        | La Cascade                                                      | 1850-1870           | huile sur papier marouflé sur toile | 24 × 24 cm     | Petit Palais, Paris               | Parismusées        |
|       | Paysage        | Les sloops de pêche                                             | 1852 vers           | huile sur bois                      | 16 × 27 cm     | Petit Palais, Paris               | Parismusées        |
|       | Paysage        | Hollande, le moulin                                             | 1853 vers           | huile sur papier marouflé sur toile | 20 × 32 cm     | Petit Palais, Paris               | Parismusées        |
|       | Marine         | Anvers ; Tête de Flandre                                        | 1854 vers           | huile sur toile                     | 134 × 218 cm   | Musée d'Orsay, Paris              | Musée              |
|       | Paysage        | Vue des environs de la Haye                                     | 2e quart 19e siècle | huile sur toile                     | 43 × 60 cm     | Musée des Beaux-Arts de Rouen     | Base Joconde       |
|       | Paysage        | Voilier sortant du grand canal                                  | 1850                | huile sur carton                    | 29 × 41 cm     | Musée Ziem, Martigues             |                    |
|       | Paysage        | Le Chaland                                                      | 1850-1853           | huile sur bois                      | 17 × 17 cm     | Petit Palais, Paris               | Paris Musées       |
|       | Paysage        | Moulin, effet de neige                                          | 1850-1860           | huile sur toile                     | 26 × 40 cm     | Bowes Museum, Royaume-Uni         | Musée              |
|       | Paysage        | La Seine                                                        | 1850-1860           | huile sur papier marouflé sur toile | 28 × 23 cm     | Petit Palais, Paris               | Parismusées        |
|       | Paysage        | Les Chênes                                                      | 1850-1860           | huile sur bois                      | 24 × 37 cm     | Petit Palais, Paris               | Parismusées        |
|       | Paysage        | Plan d'eau, soleil couchant Au revers : Deux études             | 1850-1860           | huile sur bois                      | 19 × 22 cm     | Petit Palais, Paris               | Parismusées        |
|       | Paysage        | La chaumière                                                    | 1850-1860           | huile sur papier marouflé sur toile | 17 × 28 cm     | Petit Palais, Paris               | Parismusées        |
|       | Paysage        | Naples, pins parasols                                           | 1850-1862           | huile sur papier marouflé sur toile | 12 × 19 cm     | Petit Palais, Paris               | Parismusées        |
|       | Paysage        | Les Bords de l'Amstel                                           | 1852                | huile sur toile                     | 101 × 150 cm   | Musée des Beaux-Arts de Bordeaux  | Base Joconde       |
|       | Paysage        | Moulin à Montmartre                                             | 1855-1860           | huile sur toile                     | 34 × 55 cm     | Galerie nationale d'Irlande       | Musée              |
|       | Paysage        | Près d'Alger                                                    | 1859 vers           | huile sur bois                      | 12 × 27 cm     | Petit Palais, Paris               | Musée              |
|       | Paysage        | Voiliers sur l'Adriatique                                       | 1860                | huile sur carton                    | 42 × 59 cm     | Musée Ziem de Martigues           |                    |
|       | Nature morte   | Nature morte au flacon et aux grenades                          | 1860                | huile sur carton marouflé sur bois  | 46 × 60 cm     | Petit Palais, Paris               | Parismusées        |
|       | Paysage        | Marseille, le vieux port                                        | 1868 avant          | huile sur toile                     | 46 × 65 cm     | Musée des Beaux-Arts de Reims     | Base Joconde       |
|       | Paysage        | Les Eaux douces d'Asie                                          | 3e quart 19e siècle | huile sur toile                     | 70 × 80 cm     | Chantilly, Musée Condé            | Base Joconde       |
|       | Paysage        | Egypte, Damanhour                                               | 1856                | huile sur bois                      | 24 × 37 cm     | Musée Ziem de Martigues           | Ville de Martigues |
|       | Paysage        | Le Bosphore                                                     | 1856                | huile sur toile                     | 56 × 46 cm     | Musée des Ursulines de Mâcon      | Base Joconde       |
|       | Paysage        | Crépuscules sur les bords du Nil à Damanhur                     | 1859 vers           | huile sur toile                     | 50 × 83 cm     | Musée des Beaux-Arts de Rennes    | Base Joconde       |
|       | Paysage        | En Orient, Les Eaux douces d'Asie                               | 1859 vers           | huile sur toile                     | 54 × 84 cm     | Musée des Beaux-Arts de Rennes    | Base Joconde       |
|       | Paysage        | Le Nil                                                          | 1856 après          | huile sur contreplaqué              | 57 × 77 cm     | Musée des Ursulines de Mâcon      | Base Joconde       |
|       | Paysage        | Istanboul, soleil couchant ou Istanbul ou Vue de Constantinople | 1856 après          | huile sur toile                     | 134 × 217 cm   | Musée des Beaux-Arts de Rouen     | Base Joconde       |
|       | Paysage        | Alger, vieille rue                                              | 1858                | huile sur papier                    | 28 × 16 cm     | Musée Ziem de Martigues           | Ville de Martigues |
|       | Paysage        | Quai du port à Marseille                                        | 3e quart 19e siècle | huile sur toile                     | 64 × 52 cm     | Musée des Beaux-Arts de Marseille | Base Joconde       |
|       | Paysage        | Venise, la Salute. Effet de matin                               | 1860-1890           | huile sur bois                      | 64 × 80 cm     | Petit Palais, Paris               | Parismusées        |
|       | Paysage        | Venise, la Giudecca au crépuscule                               | 1860-1890           | huile sur toile                     | 69 × 108 cm    | Petit Palais, Paris               | Parismusées        |
|       | Paysage        | La Place Saint-Marc, inondation de 1863                         | 1863 après          | huile sur toile                     | 147 × 191 cm   | Petit Palais, Paris               | Parismusées        |
|       | Paysage        | Le Port de Marseille                                            | 1864 vers           | aquarelle sur velin                 | 22 × 32 cm     | Brooklyn Museum, New York         | Musée              |

## La Reconnaissance
| Image                 | Thème          | Titre                                                                                      | Date                | Technique         | Dimensions    | Lieu de Conservation                        | Référence          |
| --------------------- | -------------- | ------------------------------------------------------------------------------------------ | ------------------- | ----------------- | ------------- | ------------------------------------------- | ------------------ |
|                       | Paysage        | Les Martigues, rentrée des tartanes                                                        | 1865                | huile sur toile   | 82 × 135 cm   | Musée Ziem, Martigues                       | Ville de Martigues |
|                       | Paysage        | Venice: Le Bacino di San Marco avec des bateaux de pêche                                   | 1865 vers           | huile sur toile   | 99 × 151 cm   | Wallace Collection, Londres                 | Art UK             |
|                       | Paysage        | Marseille, le vieux port                                                                   | avant 1868          | Huile sur toile   | 45,7 x 65,1cm | Musée des Beaux-Arts de Reims               | musée numérique    |
|                       | Paysage        | Le Reposoir                                                                                | 1870                | huile sur bois    | 50,2 × 83 cm  | Musée des beaux-arts de Beaune              | Le Journal de SL   |
| Image Notes de Musées | Paysage        | Place Saint Marc                                                                           | 1870                | huile sur bois    | 14 × 15 cm    | Musée des beaux-arts de Beaune              | Base Joconde       |
|                       | Paysage        | Venise, Procession de la Saint-Georges                                                     | 1870 vers           | huile sur bois    | 71 × 92 cm    | Petit-Palais                                | Parismusées        |
|                       | Paysage        | La Sortie du Palais des Doges sous le pont des Soupirs                                     | 1870 vers           | huile sur toile   | 81 × 66 cm    | Petit-Palais                                | Parismusées        |
|                       | Scène de genre | Venise, la sortie du Jardin français au crépuscule                                         | 1870-1890           | huile sur toile   | 54 × 80 cm    | Petit Palais, Paris                         | Paris Musées       |
|                       | Paysage        | Vue de Constantinople                                                                      | 1870-1890           | huile sur toile   | 39 × 64 cm    | Musée national de Varsovie                  | Musée              |
|                       | Paysage        | Fusine, environs de Venise                                                                 | 1870-1890           | huile sur toile   | 66 × 90 cm    | Petit Palais, Paris                         | Parismusées        |
|                       | Paysage        | Constantinople au soleil couchant                                                          | 1870-1890           | huile sur panneau | 54 × 76 cm    | Kelvingrove Art Gallery and Museum, Glasgow | Art UK             |
|                       | Paysage        | Venise et le Campanile au clair de lune                                                    | 1870-1890           | huile sur toile   | 65 × 95 cm    | Petit Palais, Paris                         | Parismusées        |
| Image Notes de Musées | Paysage        | Le Bosphore au matin                                                                       | 1874 avant          | huile sur bois    | 41 × 60 cm    | Musée des beaux-arts de Reims               | Base Joconde       |
|                       | Paysage        | Devant Martigues, la voile jaune                                                           | 1875 vers           | huile sur bois    | 13 × 24 cm    | Petit Palais, Paris                         | Parismusées        |
|                       | Paysage        | Constantinople, caïque avec danseuse                                                       | 1870-1880           | huile sur bois    |               | Musée Ziem, Martigues                       | Blog pecadille     |
|                       | Paysage        | Barbizon, coucher de soleil                                                                | 1870-1880           | huile sur carton  | 42 × 62 cm    | Musée Ziem, Martigues                       | Ville de Martigues |
|                       | Paysage        | Martigues, la Mosquée                                                                      | 1870-1880           | huile sur bois    | 45 × 67 cm    | Musée Ziem, Martigues                       | Ville de Martigues |
|                       | Paysage        | Le Torrent. Environs de Clermont-Ferrand                                                   | 1870-1880           | huile sur bois    | 54 × 80 cm    | Petit Palais, Paris                         | Parismusées        |
|                       | Paysage        | Venise au coucher du soleil                                                                | 1870-1880           | huile sur carton  | 18 × 24 cm    | Petit Palais, Paris                         | Parismusées        |
|                       | Paysage        | Venise, L'Église des Gesuati                                                               | 1870-1880           | huile sur carton  | 21 × 26 cm    | Petit Palais, Paris                         | Parismusées        |
|                       | Paysage        | Venise, le Palais des Doges                                                                | 1870-1890           | huile sur bois    | 71 × 92 cm    | Petit Palais, Paris                         | Parismusées        |
|                       | Paysage        | Venise, Trabaccolo à la voile jaune                                                        | 1870-1890           | huile sur toile   | 82 × 135 cm   | Petit Palais, Paris                         | Parismusées        |
|                       | Paysage        | Constantinople, Sainte-Sophie au soleil levant                                             | 1870-1890           | huile sur toile   | 90 × 117 cm   | Petit Palais, Paris                         | Parismusées        |
|                       | Paysage        | Les eaux douces d'Asie                                                                     | 1870-1890           | huile sur toile   | 83 × 114 cm   | Petit-Palais, Paris                         | Parismusées        |
|                       | Paysage        | La Fantasia sur les rives du Bosphore                                                      | 1874                | huile sur toile   | 84 × 130 cm   | Musée des Beaux-Arts de Marseille           | Base Joconde       |
|                       | Paysage        | Venise, Fête de l'Assomption                                                               | 4e quart 19e siècle | huile sur bois    | 72 × 92 cm    | Palais des Beaux-Arts de Lille              | Base Joconde       |
|                       | Paysage        | Paysage oriental                                                                           | 4e quart 19e siècle | huile sur toile   | 38 × 63 cm    | Abbeville, Musée Boucher-de-Perthes         | Base Joconde       |
|                       | Paysage        | Le Palais des Doges à Venise                                                               | 4e quart 19e siècle | huile sur toile   | 73 × 54 cm    | Palais des Beaux-Arts, Lille                | Base Joconde       |
|                       | Paysage        | Fête à Venise                                                                              | 1880                | huile sur toile   | 73 × 105 cm   | Musée des beaux-arts de Beaune              | Base Joconde       |
|                       | Paysage        | Venise, Grand Canal vu de Saint-Georges                                                    | 1880                | huile sur bois    | 67 × 92 cm    | Musée Ziem de Martigues                     | Blog pecadille     |
|                       | Paysage        | Les Lagunes, Venise                                                                        | 1880                | huile sur carton  | 59 × 73 cm    | Musée Ziem de Martigues                     |                    |
|                       | Paysage        | L'Avenue des Champs-Élysées                                                                | 1880 vers           | huile             | 72 × 82 cm    | Musée Carnavalet, Paris                     | Parismusées        |
|                       | Paysage        | Le Coup de canon                                                                           | 1880-1885           | huile             | 83 × 135 cm   | Petit Palais, Paris                         | Parismusées        |
|                       | Paysage        | Constantinople, le kiosque des Janissaires                                                 | 1880-1885           | huile sur toile   | 83 × 110 cm   | Petit Palais, Paris                         | Parismusées        |
|                       | Scène de genre | Caravane en route vers La Mecque                                                           | 1880-1885           | huile sur toile   | 83 × 134 cm   | Petit Palais, Paris                         | Parismusées        |
|                       | Paysage        | Venise. Le Grand Canal, près de Santa Maria della Salute                                   | 1880-1890           | huile sur toile   | 55 × 91 cm    | Musée d'Orsay, Paris                        | Base Joconde       |
|                       | Paysage        | Venise. Vue du Palais des Doges et du quai des Esclavons                                   | 1880-1890           | huile sur bois    | 54 × 80 cm    | Musée d'Orsay, Paris                        | Base Joconde       |
|                       | Paysage        | Venise, Fête de l'Assomption                                                               | 1880-1890           | huile sur toile   | 69 × 5 cm     | Musée Ziem de Martigues                     | Ville de Martigues |
|                       | Paysage        | Venise, le Grand Canal au soleil levant                                                    | 1880-1890           | huile sur toile   | 73 × 101 cm   | Petit Palais, Paris                         | Parismusées        |
|                       | Paysage        | La Salute, effet de matin                                                                  | 1880-1890           | huile sur toile   | 60 × 73 cm    | Petit Palais, Paris                         | Parismusées        |
|                       | Paysage        | Constantinople, le caïque de la sultane                                                    | 1880-1890           | huile sur toile   | 69 × 121 cm   | Petit Palais, Paris                         | Parismusées        |
|                       | Paysage        | Venise, le Grand Canal au soleil levant                                                    | 1880-1890           | huile sur toile   | 73 × 101 cm   | Petit Palais, Paris                         | Parismusées        |
|                       | Paysage        | Venise, la Salute, au clair de Lune                                                        | 1880-1890           | huile sur toile   | 102 × 69 cm   | Musée Ziem, Martigues                       |                    |
|                       | Paysage        | Venise, grand canal vu des Esclavons au crépuscule                                         | 1880-1890           | huile sur toile   | 88 × 135 cm   | Musée Ziem, Martigues                       |                    |
|                       | Scène de genre | Sérail à Constantinople, la danse de l'almée                                               | 1880-1900           | huile sur bois    | 67 × 106 cm   | Petit Palais, Paris                         | Parismusées        |
|                       | Scène de genre | Fantasia à Constantinople                                                                  | 1880-1900           | huile sur toile   | 68 × 107 cm   | Petit Palais, Paris                         | Parismusées        |
|                       | Paysage        | Inondation à Venise                                                                        | 1880-1900           | huile sur toile   | 82 × 112 cm   | Petit Palais, Paris                         | Parismusées        |
|                       | Paysage        | L'Embouchure du Bosphore                                                                   | 1880-1900           | huile sur toile   | 68 × 93 cm    | Petit Palais, Paris                         | Parismusées        |
|                       | Scène de genre | Le Caïque                                                                                  | 1880-1900           | huile sur bois    | 70 × 111 cm   | Petit Palais, Paris                         | Parismusées        |
|                       | Paysage        | Effet de soleil couchant à Castellamare                                                    | 1882                | huile sur bois    | 57 × 75 cm    | Musée des Beaux-Arts de Rennes              | Base Joconde       |
|                       | Paysage        | Le Salut : Coup de canon, Libye                                                            | 1882                | huile sur bois    | 44 × 72 cm    | Musée des Beaux-Arts de Rennes              | Base Joconde       |
|                       | Paysage        | Lagune dans la Méditerranée                                                                | 1883                | huile sur bois    | 68 × 112 cm   | Musée des Beaux-Arts de Beaune              | Musée              |
|                       | Paysage        | Venise, bateau à voiles                                                                    | 1883                | huile sur panneau | 70 × 108 cm   | Galerie nationale d'Irlande                 | Musée              |
|                       | Paysage        | Venise : L'Entrée du Grand Canal                                                           | 1884 avant          | huile sur toile   | 43 × 63 cm    | Musée des Beaux-Arts de Reims               | Base Joconde       |
|                       | Paysage        | Venise, Le Palais Cavalli                                                                  | 1885 vers           | huile sur bois    | 50 × 73 cm    | Musée des Beaux-Arts de Rennes              | Base Joconde       |
|                       | Paysage        | Rue du vieux Caire                                                                         | 1885-1890           | huile sur toile   | 112 × 68 cm   | Petit Palais, Paris                         | Parismusées        |
|                       | Paysage        | Khartoum, coucher de soleil                                                                | 1885-1890           | huile sur bois    | 63 × 81 cm    | Petit Palais, Paris                         | Parismusées        |
|                       | Paysage        | Marché à Fez                                                                               | 1887                | huile sur bois    | 68 × 112 cm   | Petit Palais, Paris                         | Parismusées        |
|                       | Scène de genre | Fête à l'ambassade d'Angleterre à Paris                                                    | 1889                | huile sur carton  | 25 × 27 cm    | Musée des Beaux-Arts de Rennes              | Parismusées        |
|                       | Paysage        | Marine (Constantinople)                                                                    | 1890 avant          | huile sur toile   | 50 × 83 cm    | Musée des Beaux-Arts de Reims               | Base Joconde       |
|                       | Paysage        | Martigues, la voile blanche                                                                | 1890-1895           | huile sur bois    | 68 × 112 cm   | Petit Palais, Paris                         | Parismusées        |
|                       | Paysage        | Le Grand Canal à Venise                                                                    | 1890-1900           | huile sur toile   | 46 × 67 cm    | musée d'art de São Paulo                    | Musée              |
|                       | Paysage        | Voile bleue                                                                                | 1911                | huile sur acajou  | 61 × 80 cm    | Musée des beaux-arts de Beaune              | Base Joconde       |
|                       | Paysage        | Le Quai Saint-Jean à Marseille                                                             | 1890-1895           | huile sur bois    | 73 × 59 cm    | Petit Palais, Paris                         | Parismusées        |
|                       | Paysage        | Le Port de Marseille au coucher du soleil                                                  | 1890-1895           | huile sur toile   | 69 × 111 cm   | Petit Palais, Paris                         | Parismusées        |
|                       | Paysage        | Moulin de Saint-Mitre, près de Martigues                                                   | 1890-1895           | huile sur bois    | 62 × 85 cm    | Petit Palais, Paris                         | Parismusées        |
|                       | Paysage        | Le Bosphore                                                                                | 1891                | huile sur toile   | 54 × 71 cm    | Musée des beaux-arts de Reims               | Base Joconde       |
|                       | Paysage        | Venise : vue sur San Giorgio                                                               | 1892 avant          | huile sur carton  | 41 × 59 cm    | Musée des beaux-arts de Reims               | Base Joconde       |
|                       | Paysage        | Coucher de soleil sous le Bosphore                                                         | 1893                |                   |               | Musée Fabre, Montpellier                    | Useum              |
|                       | Paysage        | L'escadre du duc de Gênes à Villefranche sur Mer                                           | 1901                | huile sur panneau |               | Musée des Beaux-Arts de Draguignan          | Musée              |
|                       | Paysage        | L'escadre italienne à Toulon esquisse                                                      | 1901                | huile sur carton  |               | Musée des Beaux-Arts de Reims               | Base Joconde       |
|                       | Paysage        | Toulon, visite du président Émile Loubet aux escadres française et italienne en avril 1901 | 1901                | huile sur toile   |               | musée national de la Marine, Toulon         | Musée              |

## Dates non documentées

### Orient
| Image                 | Thème        | Titre                                       | Date                                         | Technique                           | Dimensions   | Lieu de Conservation                     | Référence    |
| --------------------- | ------------ | ------------------------------------------- | -------------------------------------------- | ----------------------------------- | ------------ | ---------------------------------------- | ------------ |
|                       | Orientalisme | Cléopâtre                                   |                                              | huile sur toile                     | 69 × 112 cm  | Paris, Musée des Beaux-Arts de Marseille | Base Joconde |
|                       | Marine       | Vue d'un port oriental                      | 2e moitié 19e siècle                         | huile sur papier marouflé sur toile | 18 × 32 cm   | Paris, Musée d'Orsay                     | Base Joconde |
|                       | Paysage      | Village oriental                            | 2e moitié 19e siècle                         | huile sur papier marouflé sur toile | 24 × 34 cm   | Paris, Musée d'Orsay                     | Base Joconde |
|                       | Paysage      | Lever de soleil à Constantinople            |                                              | huile sur bois                      | 29 × 49 cm   | Musée des Beaux-Arts de Rennes           | Base Joconde |
|                       | Paysage      | Constantinople                              |                                              | huile sur acajou                    | 72,7 × 92 cm | Musée des beaux-arts de Beaune           | Base Joconde |
| Image Notes de Musées | Paysage      | La Caravane                                 |                                              | huile sur toile                     | 68 × 112 cm  | Musée des beaux-arts de Beaune           | Base Joconde |
| Image Notes de Musées | Paysage      | La Porte arabe                              |                                              | huile sur toile                     | 63 × 43 cm   | Musée des beaux-arts de Beaune           | Base Joconde |
|                       | Paysage      | Stamboul                                    |                                              | huile sur toile                     | 30 × 70 cm   | Musée des Beaux-Arts de Dijon            | Base Joconde |
| Image Scribe accroupi | Paysage      | Le Marchand de tapis                        |                                              | huile sur toile                     | 33 × 41 cm   | Musée des Beaux-Arts de Dijon            | Base Joconde |
|                       | Paysage      | Kiosque arabe                               |                                              | huile sur bois                      | 40 × 63 cm   | Musée des Beaux-Arts de Dijon            | Base Joconde |
|                       | Paysage      | Paysage d'Orient avec un groupe d'arabes    | 2e moitié 19e siècle 1er quart du 20e siècle | huile sur bois                      | 31 × 54 cm   | Musée des Beaux-Arts de Valenciennes     | Base Joconde |
|                       | Paysage      | Le Bosphore ou A Constantinople             | 2e moitié 19e siècle 1er quart du 20e siècle | huile sur bois                      | 29 × 50 cm   | Musée des Beaux-Arts de Reims            | Base Joconde |
|                       | Animalier    | L'Éléphant                                  |                                              | huile sur bois                      | 36 × 63 cm   | Petit Palais, Paris                      | Parismusées  |
|                       | Paysage      | Vue d'Istanbul                              |                                              | huile sur toile                     | 113 × 69 cm  | Musée Pera, Istanbul                     | Google Art   |
|                       | Paysage      | Caïques et bateaux à voiles sur le Bosphore |                                              | huile sur toile                     | 81 × 55 cm   | Musée Pera, Istanbul                     | Google Art   |
|                       | Paysage      | Vue d'Istanbul                              |                                              | huile sur toile                     | 41 × 22 cm   | Musée Pera, Istanbul                     | Google Art   |
|                       | Paysage      | Bords du Bosphore                           |                                              | huile sur toile                     | 64 × 81 cm   | Musée d'Art de Toulon                    |              |

### Venise et Italie
| Image                 | Thème          | Titre                                           | Date                 | Technique                          | Dimensions     | Lieu de Conservation                                             | Référence                                  |
| --------------------- | -------------- | ----------------------------------------------- | -------------------- | ---------------------------------- | -------------- | ---------------------------------------------------------------- | ------------------------------------------ |
|                       | Paysage        | Un quai à Venise                                | 1855-1890            | huile sur toile                    | 43 × 63 cm     | Centraal Museum, Utrecht                                         | Musée                                      |
|                       | Paysage        | Le Quai des Esclavons                           | 2e moitié 19e siècle | huile sur bois                     | 50 × 66 cm     | Musée des Ursulines de Mâcon                                     | Base Joconde                               |
|                       | Paysage        | Une vue à Venise                                |                      | huile sur toile                    | 68 × 107 cm    | Fitzwilliam Museum, Cambridge                                    | Art UK                                     |
|                       | Paysage        | Venise, La Salute                               |                      | huile sur bois                     | 41 × 60 cm     | Musée des Beaux-Arts de Rennes                                   | Base Joconde                               |
|                       | Paysage        | La Tour penchée de San Pietro à Venise          |                      | huile sur toile                    | 54 × 84 cm     | Musée des Beaux-Arts de Rennes                                   | Base Joconde                               |
|                       | Paysage        | Vue de Venise                                   |                      | huile sur bois                     | 60 × 28 cm     | Musée des Beaux-Arts de Valenciennes                             | Base Joconde                               |
|                       | Paysage        | Venise ; effet du matin                         | avant 1911           | huile sur bois                     | 34 × 45 cm     | Musée d'Arts de Nantes                                           | Base Joconde                               |
|                       | Paysage        | Venise le matin                                 |                      | huile sur toile                    | 70 × 92 cm     | Musée Gassendi, Digne                                            | Base Joconde                               |
|                       | Scène de genre | Scène vénitienne                                |                      | huile sur toile                    | 55 × 76 cm     | Musée d'Art de Saint-Louis                                       | Musée                                      |
|                       | Paysage        | Venise - Le grand canal                         |                      | huile sur carton                   | 51 × 85 cm     | Musée national des Beaux-Arts (Argentine)                        | Musée                                      |
|                       | Paysage        | Venise, grand canal au clair de lune            |                      | huile sur toile                    | 68 × 107 cm    | Musée Ziem, Martigues                                            |                                            |
|                       | Paysage        | La Place Saint Marc à Venise                    |                      | huile sur toile                    | 53 × 63 cm     | Musée des Beaux-Arts de Pau                                      | Base Joconde                               |
|                       | Paysage        | Vue de Venise                                   |                      | huile sur toile                    | 63 × 42 cm     | Musée des Beaux-Arts de Pau                                      | Base Joconde                               |
|                       | Paysage        | Colonne Saint-Georges à Venise                  |                      | huile sur noyer                    | 55 × 35 cm     | Musée des beaux-arts de Beaune                                   | Base Joconde                               |
|                       | Paysage        | Le Campanile                                    |                      | huile sur toile                    | 60 × 41 cm     | Musée des beaux-arts de Beaune                                   | Base Joconde                               |
|                       | Paysage        | Le Môle                                         |                      | huile sur toile                    | 80 × 55 cm     | Musée des beaux-arts de Beaune                                   | Base Joconde                               |
| Image Notes de Musées | Paysage        | Jardin français à Venise                        |                      | huile sur bois                     | 58 × 81 cm     | Musée des beaux-arts de Beaune                                   | Base Joconde                               |
| Image Notes de Musées | Paysage        | Palais des Doges                                |                      | huile sur toile                    | 82 × 116 cm    | Musée des beaux-arts de Beaune                                   | Base Joconde                               |
| Image Notes de Musées | Paysage        | Saint Georges le Majeur                         |                      | huile sur bois                     | 73 × 92 cm     | Musée des beaux-arts de Beaune                                   | Base Joconde                               |
| Image Musée           | Paysage        | Le Grand Canal                                  |                      | huile sur acajou                   | 72 × 92 cm     | Musée des beaux-arts de Beaune                                   | Base Joconde                               |
|                       | Paysage        | Venise, Le Bucentaure                           |                      | huile sur toile                    | 83 × 114 cm    | Musée des beaux-arts de Marseille                                | Musée                                      |
|                       | Paysage        | Venise, Le Bucentaure                           |                      | huile sur toile                    | 84 × 115 cm    | Musée Grobet-Labadié, Marseille                                  |                                            |
|                       | Paysage        | Le Grand Canal                                  |                      | huile sur toile                    | 50 × 72 cm     | Musée des beaux-arts de Beaune                                   | Base Joconde Musée des Beaux-Arts de Dijon |
|                       | Paysage        | Le Bucentaure                                   |                      | huile sur toile                    | 82 × 118 cm    | Musée des Beaux-Arts de Dijon                                    | Base Joconde                               |
|                       | Paysage        | Venise, grand canal avec Bucentaure             |                      | huile sur bois                     |                | MuCEM Marseille (prêt du musée Ziem)                             |                                            |
|                       | Paysage        | Venise, Grand Canal                             |                      | huile sur bois                     | 66 × 92 cm     | Musée Ziem de Martigues                                          | Ville de Martigues                         |
|                       | Paysage        | L'Église des Gesuati - La Giudecca              |                      | huile sur toile                    | 54 × 75 cm     | Musée d'Art de Toulon                                            |                                            |
|                       | Paysage        | Venise, Notre-Dame de la salute                 |                      | huile sur toile                    | 41 × 60 cm     | Musée d'Art de Toulon                                            |                                            |
|                       | Paysage        | Trabucco à Venise ou Retour à Martigues         |                      | huile sur toile                    |                | Musée de la Castre à Cannes                                      |                                            |
|                       | Paysage        | Venise, scène de canal                          |                      | huile sur toile                    | 55 × 80 cm     | Galerie nationale d'Irlande                                      | Musée                                      |
|                       | Paysage        | Bacino di San Marco, Venise                     |                      | huile sur toile                    | 81 × 135 cm    | Fogg Art Museum, Harvard                                         | Musée                                      |
|                       | Paysage        | Venise, bateau de pêche amarré                  |                      | huile sur carton                   | 64 × 81 cm     | Musée Ziem, Martigues                                            |                                            |
|                       | Paysage        | Venise, scène avec bateaux                      |                      | huile sur toile                    | 83 × 117 cm    | Galerie nationale d'Irlande                                      | Musée                                      |
|                       | Paysage        | Scène vénitienne : gondoles et bateaux à voiles |                      | huile sur toile                    | 73 × 86 cm     | Musée et galerie d'art de Brighton                               | Art UK                                     |
|                       | Paysage        | Le Palais des Doges, Venise                     |                      | huile sur toile                    | 35 × 53 cm     | Musée et galerie d'art de Brighton                               | Art UK                                     |
|                       | Paysage        | Vue d'Italie : la vieille porte                 |                      | huile sur carton marouflé sur bois | 20 × 29 cm     | Petit Palais, Paris                                              | Parismusées                                |
|                       | Paysage        | Vue d'Italie                                    |                      | huile sur bois                     | 28,7 x 42,2 cm | Musée des Beaux-Arts de Reims                                    | musée numérique                            |
|                       | Paysage        | Barges vénitiennes                              |                      | huile sur toile                    | 46 × 36 cm     | Sheffield Galleries                                              | ART UK                                     |
|                       | Scène de genre | Carnaval à Venise, quai des Esclavons           |                      | huile sur toile                    | 90 × 66 cm     | Petit Palais, Paris                                              | Parismusées                                |
|                       | Paysage        | Venise. Le Retour des gondoles                  |                      | huile sur toile                    | 56 × 87 cm     | Huntington Museum of Art                                         | Musée                                      |
|                       | Paysage        | Bateaux à Venise                                |                      | huile sur bois                     | 40 × 30 cm     | Museu Histório e Diplomático Palácio do Itamaraty Rio de Janeiro |                                            |

### Provence
| Image | Thème   | Titre                  | Date | Technique      | Dimensions | Lieu de Conservation    | Référence          |
| ----- | ------- | ---------------------- | ---- | -------------- | ---------- | ----------------------- | ------------------ |
|       | Paysage | Nice, Le Loup, Paysage |      | huile sur bois | 53 × 81 cm | Musée Ziem de Martigues | Ville de Martigues |

### Paysages du Nord et Ile de France
| Image | Thème   | Titre                        | Date | Technique       | Dimensions | Lieu de Conservation                      | Référence   |
| ----- | ------- | ---------------------------- | ---- | --------------- | ---------- | ----------------------------------------- | ----------- |
|       | Paysage | Moulin au bord de la Riviere |      | huile sur toile | 65 × 94 cm | musée national des Beaux-Arts (Argentine) | Musée       |
|       | Paysage | Saint-Ouen                   |      | huile sur toile | 26 × 12 cm | Petit Palais, Paris                       | Parismusées |
|       | Paysage | Barbizon, le soir            |      | huile sur bois  | 14 × 42 cm | Petit Palais, Paris                       | Parismusées |
|       | Paysage | Le Bas-Meudon                |      | huile sur toile | 26 × 17 cm | Petit Palais, Paris                       | Parismusées |

### Autres paysages
| Image                 | Thème   | Titre                     | Date                                         | Technique                           | Dimensions     | Lieu de Conservation                 | Référence       |
| --------------------- | ------- | ------------------------- | -------------------------------------------- | ----------------------------------- | -------------- | ------------------------------------ | --------------- |
|                       | Paysage | La Chaumière              |                                              | Huile sur bois                      | 26.7 x 36.2 cm | Musée des Beaux-Arts de Reims        | musée numérique |
|                       | Paysage | Marine                    |                                              | huile sur bois                      | 61 × 79 cm     | Musée d'art de Cincinnati            | Musée           |
|                       | Paysage | Port au coucher du soleil | 2e moitié 19e siècle                         | huile sur bois                      | 28 × 40 cm     | Musée de Soissons                    | Base Joconde    |
|                       | Paysage | Effet de soir             | 2e moitié 19e siècle 1er quart du 20e siècle | huile sur bois                      | 46 × 35 cm     | Musée des Beaux-Arts de Valenciennes | Base Joconde    |
|                       | Paysage | Composition (marine)      |                                              | huile sur bois                      | 35 × 49 cm     | Le Havre, Musée Malraux              | Base Joconde    |
|                       | Paysage | Pêcheurs                  |                                              | huile sur marbre                    | 33 × 44 cm     | Musée des Beaux-Arts de Rennes       | Base Joconde    |
|                       | Paysage | Après l'orage             |                                              | huile sur noyer                     | 40 × 54,5 cm   | Musée des beaux-arts de Beaune       | Base Joconde    |
| Image Notes de Musées | Paysage | La Porte du jardin        |                                              | huile sur acajou                    | 61 × 50 cm     | Musée des beaux-arts de Beaune       | Base Joconde    |
|                       | Paysage | Marine                    |                                              | huile sur bois                      | 35 × 27 cm     | Musée des Beaux-Arts de Reims        | Base Joconde    |
|                       | Paysage | Bord de mer               |                                              | huile sur toile                     | 54 × 65 cm     | Musée d'Art de Toulon                |                 |
|                       | Paysage | Vieilles maisons          |                                              | huile sur toile                     | 37 × 21 cm     | Petit Palais, Paris                  | Parismusées     |
|                       | Paysage | Les Trois cyprès          |                                              | huile sur papier marouflé sur toile | 18 × 24 cm     | Petit-Palais, Paris                  | Parismusées     |
|                       | Paysage | Pêcheurs dans une barque  |                                              | huile sur toile                     | 57 × 42 cm     | Musée des Beaux-Arts de Marseille    | Base Joconde    |

### Animalier
| Image | Thème     | Titre              | Date | Technique       | Dimensions | Lieu de Conservation           | Référence   |
| ----- | --------- | ------------------ | ---- | --------------- | ---------- | ------------------------------ | ----------- |
|       | Animalier | Les Flamants roses |      | huile sur toile | 90 × 52 cm | Musée des beaux-arts de Beaune | Musée       |
|       | Animalier | Flamants           |      | huile sur bois  | 10 × 17 cm | Petit-Palais, Paris            | Parismusées |

### Portraits et nus
| Image | Thème        | Titre                  | Date | Technique                           | Dimensions | Lieu de Conservation    | Référence          |
| ----- | ------------ | ---------------------- | ---- | ----------------------------------- | ---------- | ----------------------- | ------------------ |
|       | Portrait     | Autoportrait           |      | huile et craie sur toile            | 91 × 66 cm | Musée Ziem de Martigues | Blog pecadille     |
|       | Portrait     | Vieillard russe        |      | huile sur bois                      | 22 × 13 cm | Musée Ziem de Martigues | Ville de Martigues |
|       | Portrait     | Dame vénitienne        |      | huile sur bois                      | 12 × 12 cm | Musée Ziem de Martigues | Ville de Martigues |
|       | Nu           | Femme nue assise       |      | huile sur bois                      | 23 × 30 cm | Petit Palais, Paris     | Parismusées        |
|       | Autoportrait | Autoportrait en armure |      | huile sur papier marouflé sur toile | 28 × 24 cm | Petit Palais, Paris     | Parismusées        |
|       | Portrait     | Femme du Trastevere    |      | huile sur papier marouflé sur toile | 37 × 25 cm | Petit-Palais, Paris     | Parismusées        |

### Natures mortes
| Image | Thème        | Titre                                 | Date | Technique        | Dimensions | Lieu de Conservation | Référence   |
| ----- | ------------ | ------------------------------------- | ---- | ---------------- | ---------- | -------------------- | ----------- |
|       | Nature morte | Nature morte au potiron               |      | huile sur bois   | 23 × 33 cm | Petit Palais, Paris  | Parismusées |
|       | Nature morte | Le Canard                             |      | huile sur carton | 15 × 21 cm | Petit Palais, Paris  | Parismusées |
|       | Nature morte | Nature morte aux pastèques et couteau |      | huile sur toile  | 43 × 63 cm | Petit Palais, Paris  | Parismusées |
|       | Nature morte | Pivoines                              |      | huile sur toile  | 91 × 72 cm | Petit Palais, Paris  | Parismusées |
|       | Nature morte | Fleurs                                |      | huile sur bois   | 19 × 29 cm | Petit-Palais, Paris  | Parismusées |

## Autres œuvres à documenter ([réf.nécessaire])
- Effet de vitesse dans une carriole (1844), plume,  Musée des beaux-arts de Beaune

- Musée Ziem de Martigues (non documentés):
  - Rue au Caire (1860), (62 × 36,5 cm)
  - Le Var, paysage, huile sur bois, (59 × 71 cm)
  - Pont des Soupirs, huile sur bois, (69,5 × 39 cm)
  - Voiles blanches, Venise, huile sur toile, 67 × 100 cm
  - Voiles jaunes et rouges, huile sur toile, 73 × 97 cm
  - Venise, grand canal avec le campanile au coucher du soleil, huile sur toile, 84 × 117 cm
  - Venise trabucco, huile sur bois, 54 × 90 cm
  - Venise, place Saint-Marc, huile sur bois, (60 × 40 cm)
  - Pêcheurs au clair de lune dans la lagunehuile sur bois, 27 × 48 cm
  - Orient, scène dans un palais 42 × 57 cm
  - Canal à Venise (1884), huile sur toile
  - Place Saint-Marc et Campanile (1880-1890), huile sur bois, (69,5 × 39 cm)
  - La flotte italienne à Toulon (1901), encre et huile sur toile, 200 × 250 cm
  - La flotte italienne à Toulon (1901), huile sur bois, 82 × 99 cm
  - Villefranche-sur-Mer, Riviera, huile sur bois, 81 × 55 cm
  - Martigues, pêcheurs à la fouëne, huile sur bois, 64 × 80 cm
  - Pêcheurs à l'épervier, Martigues (1880), huile sur bois, 59 × 65 cm
  - Barque de pêcheurs, huile sur bois, 37,5 × 63 cm
  - La Frégate pavoisée, huile sur toile, 73 × 102 cm
  - Bords du Loup (1890), huile sur bois, (60,5 × 82,5 cm)
  - Débarquement des élégantes quai des esclavons, huile sur toile
  - Constantinople, la tour de Léandre, huile sur toile
  - Constantinople, le bain de la sultane, huile sur bois, 72 × 32 cm
  - Constantinople, le kiosque, huile sur toile, 73,5 × 95 cm
  - Constantinople, jardin avec coucher du soleil, huile sur bois, 58,5 × 92 cm
  - Marché en Égypte.

- Vie familiale à Berditchoff (1844), huile sur toile
- Rue à Saint-Pétersbourg
- Un mas près de Martigues, huile sur toile
- Paysage du midi, huile sur papier marouflée sur panneau, 23 × 43 cm, trace no inventaire 981, provient par descendance de la famille de l'artiste (vente Deburaux, Barbizon, le 3 juin 2007, lot no 204, p. 96 du catalogue : L'école de Barbizon)
- Poissonnière aux halles à Marseille, huile sur toile
- Paysage provençal, Huile/panneau, 24 x 33 cm, Galerie Marina Artprice
- Paysage oriental au soleil couchant (1898), huile sur panneau, 69 x 112,5 cm
- Triptyque de Venise, huile sur bois composé de :
  - Le Pont des Soupirs (101 × 41 cm)
  - Gondoles sur Grand Canal, Venise (101 × 119 cm)
  - Colonne place Saint-Marc (101 × 41 cm)